# Josafá Carlos Borges
Josafá Carlos Borges (Frei Paulo, 12 de maio de 1915) foi um político brasileiro.

## Vida política
Filho de Manuel Carlos Borges e Joana Cândida Borges e cursou engenharia. Ocupou a Secretaria de Viação e Obras Públicas da Bahia no governo de Antônio Balbino (1955-1959) e a Secretaria Estadual da Fazenda no governo de Juracy Magalhães (1959-1963).
Em outubro de 1962, elegeu-se deputado federal pela Bahia na legenda da Aliança Democrática Trabalhista Cristã, formada pelo Partido Social Democrático (PSD), ao qual era filiado —, o Partido Democrata Cristão (PDC), o Partido Trabalhista Nacional (PTN), o Partido Social Progressista (PSP) e o Partido Socialista Brasileiro (PSB).
Assumiu o mandato em fevereiro de 1963. Em conseqüência da extinção dos partidos políticos pelo Ato Institucional nº 2 (27/10/1965) e a posterior instauração do bipartidarismo, filiou-se ao Movimento Democrático Brasileiro (MDB), partido de oposição ao regime militar instalado no país em abril de 1964, em cuja legenda concorreu à reeleição em novembro de 1966, obtendo apenas uma suplência. Deixou a Câmara ao fim de seu primeiro mandato (31/1/1967), a ela não retornando na legislatura seguinte.